# Desisa celebensis
Desisa celebensis är en skalbaggsart som beskrevs av Stefan von Breuning 1959. Desisa celebensis ingår i släktet Desisa och familjen långhorningar.
Artens utbredningsområde är Sulawesi. Inga underarter finns listade i Catalogue of Life.